# Chiesa di Maria Santissima Immacolata (Salerno)
La Chiesa di Maria SS. Immacolata si trova nella periferia orientale del Centro storico di Salerno di fronte al Liceo Tasso nel rione Carmine. Fu edificata nel 1904, divenendo sede di "parrocchia" nel 1937. Annesso sul lato mare, si trova il Convento dei Cappuccini, detto Convento dell'Immacolata

## Caratteristiche
La Chiesa viene comunemente chiamata "Chiesa dei Frati Cappuccini" ed ha molti fedeli dalla provincia salernitana che la frequentano con devozione.
La Chiesa ha forma rettangolare ed un'area di circa 500 metri quadrati, con una capienza per circa mille fedeli. Ha una pianta con una sola navata e contiene statue e quadri di autori contemporanei (come Pasquale Avallone). La chiesa ha pavimenti di marmo ed un aspetto classico di tipo neo-barocco moderno.
La Chiesa si trova annessa al Convento dei Frati Cappuccini, che la gestiscono da quando fu fondata.  Il convento fu adibito ad ospedale della Croce Rossa durante la Prima Guerra mondiale. Successivamente fu sede della Biblioteca Provinciale e del Liceo Da Procida.
Il convento e la chiesa furono danneggiati nella seconda guerra mondiale, venendo ristrutturati e migliorati negli ultimi anni cinquanta del secolo scorso.